# Agnesiella longisagittata
Agnesiella longisagittata (лат.) — вид прыгающих насекомых-цикадок рода Agnesiella из подсемейства Typhlocybinae.

## Распространение
Китай, Sichuan Province (Moxi, 1600 м).

## Описание
Мелкие цикадки со стройным телом и прыгательными задними ногами. Длина 3,6 мм. Тело затемнено. Лицо с лобно-клипеальным полем, лорумом и нижней половиной щёк коричневые, внутренние части щёк и антеклипеуса черно-коричневые, поперечные штрихи на постклипеусном поле темно-коричневые. Темя панцирное возле венечного шва. Переднеспинка с 5 пятнами черно-бурого цвета, а остальные части окрашены охрой. Большая часть щитка красно-охристого цвета, треугольники темно-коричневые. Переднее крыло с базальной половиной, покрытой 2 полосчатыми коричневыми пятнами и красноватым брохосомным полем; вершинная половина с пятнами дымчатого затемнения; брохосомное поле красноватое.

## Классификация
Вид Agnesiella был впервые описан в 2022 году китайскими энтомологами Yalin Zhang и Min Huang (Key Laboratory of Plant Protection Resources and Pest Management of Ministry of Education, Entomological Museum, Northwest A&F University, Янлин, провинция Шэньси, Китай). Сходен с таксоном Agnesiella savita.